# Mathieu Demy
Mathieu Demy (Paris, 15 de outubro de 1972) é um ator francês.
Demy é filho de Agnès Varda e Jacques Demy.